# Villamartín de la Abadía
Villamartín de la Abadía es una localidad del municipio de Carracedelo, en la comarca de El Bierzo, en la provincia de León, Comunidad Autónoma de Castilla y León (España).

## Situación
Se encuentra a orillas del río Cúa.
Confina con las localidades de Villadecanes, Otero, Toral de los Vados, Carracedo del Monasterio, Villanueva de la abadía y Carracedelo.

## Evolución demográfica
| 2000 | 2001 | 2002 | 2003 | 2004 | 2005 | 2006 | 2007 | 2008 | 2009 | 2010 | 2011 |
| 339  | 337  | 346  | 350  | 349  | 358  | 364  | 362  | 352  | 351  | 351  | 359  |